# Maaqwi cascadensis
Maaqwi cascadensis — викопний вид птахів вимерлого ряду Vegaviiformes, що існував у Північній Америці у пізній крейді (72 млн років тому).

## Скам'янілості
Скам'янілі рештки птаха знайдені у відкладеннях формації Нортумберленд на острові Горнбі у морі Селіш біля західного узбережжя Канади. Поруч з рештками птахи знайдено численні рештки динозаврів. Птах описаний по правому коракоїді та елементах крила (плечова, ліктьова та променева кістки).

## Опис
Це був птах вагою 1,5 кг, який добре плавав та ниряв (коракоїд виду схожий на коракоїд сучасних водоплавних птахів, зокрема Gavia immer). У нього були короткі крила, але невідомо чи птах літав, чи був нелітаючим.

## Назва
Родова назва Maaqwi походить з мови індіанців затоки Селіш та означає «водних птах». Видова назва М. cascadensis вказує на місцевий біорегіон Каскадія.